# Dorcopsis à raies blanches
Dorcopsis hageni
Espèce
Statut de conservation UICN

 LC  : Préoccupation mineure
Le Wallaby à raies blanches ou Dorcopsis à raies blanches (Dorcopsis hageni) est une espèce de marsupiaux de la famille des Macropodidae. Il est endémique en Indonésie et en Papouasie-Nouvelle-Guinée.

## Étymologie
Son nom spécifique, hageni, lui a été donné en l'honneur de Bernhard Hagen (de) (1853–1919), médecin, explorateur, anthropologue et ethnologue allemand, qui avait fait don de peaux et de crânes au Museum d'histoire naturelle de Karlsruhe. 

## Publication originale
(de) Karl Maria Heller, « Zwei neue Beutelthiere aus Deutsch Neu Guinea nebst einer Aufzählung der bekannten papuanischen Säugethiere », Abhandlungen und Berichte der Königlichen Zoologischen und Anthropologisch-Ethnologischen Museen  Dresden, vol. 8,‎ 1897, p. 1-7.